# Sandra Kim
Sandra Caldarone, cunoscută sub numele Sandra Kim (n. 15 octombrie 1972) este o cântăreață belgiană de origine italiană. Ea a câștigat concursul muzical Eurovision 1986 cu melodia J'aime la vie (Eu iubesc viața).

## Discografie
- J'aime la vie (1986, franceză) (D #50, A #6, CH #29, F #21, NL #2, S #15)
- Bien dans ma peau (1988, franceză)
- Balance tout (1991, franceză) / Met open ogen (1991, flamandă)
- Les Sixties (1993, franceză) / Sixties (1993, flamandă)
- Onvergetelijk (1997, flamandă)
- Heel diep in mijn hart (1998, flamandă)